# Grafmonument van de familie Bentinck
Het grafmonument van de familie Bentinck is een 20e-eeuws grafmonument in de Nederlandse plaats Amerongen.

## Achtergrond
Godard John George Charles graaf van Aldenburg Bentinck, heer van Amerongen, Leersum, Zuylestein, Ginkel, Elst, Lievendaal en Eck en Wiel (1857-1940) vestigde zich in 1879 op Kasteel Amerongen. Hij gaf in 1925 een deel van zijn land in erfpacht voor de uitbreiding van de plaatselijke begraafplaats. Hij gaf de Amersfoortse architect J.H. Pothoven opdracht voor de bouw van een grafmonument op de nieuwe uitbreiding. Het monument is ook bekend als mausoleum van de familie Bentinck. Feitelijk is het echter geen mausoleum, maar een opbouw boven een grafkelder.
Op het oudste deel van de begraafplaats staat het 19e-eeuws grafmonument van de familie Van Reede Ginkel, dat werd opgericht door de familie Van Reede, voorgangers van Bentinck als heren van Amerongen.

## Beschrijving
Het neoclassicistisch grafmonument in de vorm van een tempel, met aan de voorzijde vier Ionische zuilen onder een natuurstenen fronton. In het timpaan is in reliëf het familiewapen van de familie aangebracht. Het bakstenen gebouwtje heeft één bouwlaag onder een zinken zadeldak. Op de hoeken zijn hardstenen lisenen geplaatst. Een bronzen paneeldeur geeft toegang tot het monument. Het voorhof wordt omgeven door een gietijzeren hekwerk tussen gemetselde pijlers.

## Waardering
Het grafmonument werd in 1998 als rijksmonument in het Monumentenregister opgenomen, het is "is van cultuurhistorische waarde vanwege de funeraire geschiedenis en de band van de familie Bentinck met de gemeente Amerongen. Voorts is het van architectuurhistorische waarde als gaaf voorbeeld van een bouwtype. Ten slotte is het object van ensemblewaarde vanwege de ligging op de algemene begraafplaats."